# Playing by Heart
Playing by Heart é um filme de 1998 realizado por Willard Carroll e protagonizado por Sean Connery, Gena Rowlands, Ellen Burstyn, Gillian Anderson, Jon Stewart, Angelina Jolie, Ryan Phillippe, entre outros.

## Sinopse
Em Los Angeles e Chicago acontecem algumas histórias paralelas, que tem um denominador comum: amor. Há a história de Paul (Sean Connery) e Hannah (Gena Rowlands), um casal que está junto há quarenta anos, mas alguns fantasmas do passado precisam ser afugentados. Tem o encontro de Mildred (Ellen Burstyn) com Mark (Jay Mohr), seu filho que está morrendo de AIDS e, neste momento angustiante, ela se sente mãe como há muito tempo não acontecia. Tem Gracie (Madeleine Stowe), uma mulher que sempre trai o marido com Roger (Anthony Edwards), que também é casado, mas no fundo tal situação não lhe agrada. Há Meredith (Gillian Anderson), uma diretora de teatro que em virtude de um pequeno acidente conhece Trent (Jon Stewart), que pode se tornar seu novo amor e é correspondida, mas em virtude de uma experiência traumatizante teme se envolver novamente e ao mesmo tempo anseia por isto. Existe ainda Joan (Angelina Jolie), uma extrovertida jovem que conhece em uma discoteca Keenan (Ryan Phillippe), por quem se apaixona perdidamente, mas enquanto se mostra decidida em fazer qualquer coisa para conquistá-lo ele teme em se apaixonar, pois sua última namorada teve um fim trágico. Curiosamente, estas histórias têm outro denominador comum mas, como um quebra-cabeças, só pode ser visto quando todas as peças estão juntas.

## Elenco
- Gillian Anderson (Meredith)
- Ellen Burstyn (Mildred)
- Sean Connery (Paul)
- Anthony Edwards (Roger)
- Angelina Jolie (Joan)
- Jay Mohr (Mark)
- Ryan Phillippe (Keenan)
- Dennis Quaid (Hugh)
- Gena Rowlands (Hannah)
- Jon Stewart (Trent)
- Madeleine Stowe (Gracie)
- Christian Mills (Phillip)
- Kellie Waymire (Jane)
- Patricia Clarkson (Allison)
- Nastassja Kinski (Melanie)
- Amanda Peet (Amber)
- Hilary Duff (Marie)
- Michael Emerson

## Recepção
No site agregador de críticas Rotten Tomatoes, 60% das 53 resenhas dos críticos são positivas. O consenso diz: "É excessivamente tagarela, mas (...) dá ideias espirituosas em relacionamentos modernos e fortes performances de um elenco estimado".

## Principais prêmios e indicações
NBR Award 1998 ( Estados Unidos)
- Venceu na categoria Performance Inovadora - Feminina (Angelina Jolie)